# Димитър Свещаров
Димитър Свещаров е български политик, кмет на град Пловдив.

## Биография
Роден е през 1851 г. в град Пловдив. До 1878 работи в местната турска администрация. Заедно с брат си Петър Свещаров управлява свещоливница и двамата влизат в революционния комитет в Пловдив. През Априлското въстание се опитват да запалят дюкяните си като сигнал за въстание заедно с Кочо Чистеменски, но не успяват и са арестувани. Свещаров е заточен в Диарбекир, но след 5 месеца успява да избяга. След Берлинския конгрес се включва в комитета „Единство". Участва в Съединението на Източна Румелия с Княжество България. В периода 1890 – 1893 е кмет на Пловдив. Бил е градски съветник и народен представител. Взема участие като доброволец в Сръбско-българската война в защита на Съединението.